# Taťjana Kazankinová
Taťjana Vasiljevna Kazankinová (rusky Татьяна Васильевна Казанкина; * 17. prosince 1951, Petrovsk, Saratovská oblast) je bývalá sovětská atletka.
Měsíc před LOH 1976 v Montrealu se Taťána stala první ženou, která zaběhla 1 500 m pod 4 minuty. Vyhrála 1 500 m a 800 m na olympijských hrách v Montrealu. 13. srpna 1980 zaběhla patnáctistovku za 3:52,47 a tím se stala první ženou, která běžela rychleji tuto vzdálenost než Paavo Nurmi. Tento výkon se stal světovým rekordem na třináct let a zůstává evropským rekordem dodnes. V září 1984 byla její kariéra pozastavena na dobu 18 měsíců pro odmítnutí testu na drogy po závodě na 5 000 m v Paříži.
Kromě jiných sportovních úspěchů Taťána je známá pro své vědecké práce. Vystudovala ekonomickou fakultu na státní univerzitě v Leningradě v roce 1975. Později obhájila disertační práci na kandidátku pedagogických věd v Lesgaft - ústav tělesné výchovy a zde pracovala jako odborný asistent až do roku 1997. Je autorkou více než 20 vědeckých prací.
Od roku 2004 žije v Sankt Petěrburgu a pracuje pro státní výbor tělesné kultury a cestovního ruchu.

## Osobní rekordy
- Běh na 1500 metrů - (3:52,47 min - 13. 8. 1980, Curych) - Současný evropský rekord